# Joseph Adamowski
Joseph Adamowski (né à Varsovie le 4 juillet 1862 et décédé à Cambridge, Massachusetts, le 8 mai 1930) est un violoncelliste américain d'origine polonaise.

## Biographie
Il étudie avec Goebelt au Conservatoire de Varsovie et avec Wilhelm Fitzenhagen au conservatoire de Moscou, où il travaille également avec Tchaïkovski. Entre 1883 et 1889, il donne des concerts à Varsovie. Entre 1889 et 1907, il joue avec l'Orchestre symphonique de Boston. En 1890 il a intégré le Adamowsky String Quartet. En 1886 il a épousé la pianiste Antoinette Szumowska. Il a formé le Trio Adamowski avec sa femme et son frère Timothee Adamowski. Il a enseigné au New England Conservatory of Music.